# Френк Мартін — Артем Арутюнян
Бій Френк Мартін — Артем Арутюнян (англ. Frank Martin vs Artem Harutyunyan) — професійний боксерський поєдинок-елімінатор WBC між 5-м номером рейтингу WBC у легкій вазі Френком Мартіном і бронзовим призером літніх Олімпійських ігор 2016 року у першій напівсередній вазі Артемом Арутюняном. Бій відбувся 15 липня 2023 року в The Cosmopolitan of Las Vegas у Лас-Вегасі (штат Невада, США). Френк Мартін здобув перемогу одностайним рішенням і став обов'язковим претендентом на титул WBC у легкій вазі, який належить Девіну Хейні.
В андеркарді поєдинку українець Віктор Постол програв нокаутом домініканцю Елвісу Родрігесу.

## Передумови
28-річний Френк Мартін (17-0, 12 КО) закріпив свій статус одного з найкращих боксерів у легкій вазі, здолавши у грудні 2017 року одностайним рішенням раніше непереможного Мішеля Ріверу. До цього «Привид» перемагав Джексона Марінеса (TKO 10), Ромеро Дуно (TKO 4) та Райана Кельчвескі (UD 10). Уродженець Детройта зараз тренується в районі Далласа під керівництвом відомого тренера Дерріка Джеймса разом зі своїм промоутером та чемпіоном IBF, WBA та WBC у напівсередній вазі Ерролом Спенсом.
Артем Арутюнян (12-0, 7 КО) завоював бронзову медаль на літніх Олімпійських іграх 2016 року у першій напівсередній вазі, представляючи Німеччину, а наприкінці 2017 року став професіоналом. «Оригінал» народився в Єревані у Вірменії, а зараз мешкає та тренується у Гамбурзі. У 2021 році здобув найбільш гучну перемогу у своїй кар'єрі, нокаутувавши іспанця Самуеля Моліну.

## Час початку
Бій між Елвісом Родрігесом і Віктором Постолом розпочався о 5:45 за київським часом.
Бій між Френком Мартіном й Артемом Арутюняном розпочався о 6:30 за київським часом.

## Перебіг поєдинку
Під час першого раунду Арутюнян зайняв центр рингу, активно атакував суперника джебами і провів потужний правий хук. В активі Мартіна була лише одна успішна атака по корпусу.
У другому раунді уродженець Єревану продовжив пресингувати американця, проте той вміло захищався й провів успішну атаку лівим хуком.
Далі Мартін почав багато рухатись, намагаючись проводити й створювати для себе кути для атак. Часом Арутюнян занадто необачно проводив наступи, і в шостому раунді «Привид» скористався цією помилкою суперника. Мартін перехопив атаку Артема й наніс велику кількість ударів. 
Арутюнян потужно провів сьомий раунд. Спочатку громадянин Німеччини втратив ініціативу після пропущеного удару по корпусу, проте пізніше зміг відіграти епізод. Френк Мартін занадто довго готував атаки, що дозволяло Арутюняну пресингувати суперника. Тренер уродженця Детройта, Деррік Джеймс, кричав боксеру у перерві між раундами про те, що той недопрацьовував.
Останні раунди пройшли з перевагою Френка Мартіна. В одинадцятому раунді Арутюнян травмував ліве око, а у дванадцятому після атаки американця взяв коліно. Саме ця подія вплинула на результат поєдинку.

## Суддівські записки
| Суддя          | Боксер         | 1  | 2  | 3  | 4  | 5  | 6  | 7  | 8  | 9  | 10 | 11 | 12 | Загалом |
| -------------- | -------------- | -- | -- | -- | -- | -- | -- | -- | -- | -- | -- | -- | -- | ------- |
| Тім Чітхем     | Френк Мартін   | 9  | 10 | 9  | 9  | 9  | 10 | 10 | 9  | 10 | 10 | 10 | 10 | 115     |
| Тім Чітхем     | Артем Арутюнян | 10 | 9  | 10 | 10 | 10 | 9  | 9  | 10 | 9  | 9  | 9  | 8  | 112     |
|                |                |    |    |    |    |    |    |    |    |    |    |    |    |         |
| Макс ДеЛука    | Френк Мартін   | 9  | 10 | 9  | 9  | 9  | 10 | 10 | 9  | 10 | 10 | 10 | 10 | 115     |
| Макс ДеЛука    | Артем Арутюнян | 10 | 9  | 10 | 10 | 10 | 9  | 9  | 10 | 9  | 9  | 9  | 8  | 112     |
|                |                |    |    |    |    |    |    |    |    |    |    |    |    |         |
| Стів Вайсфельд | Френк Мартін   | 9  | 10 | 9  | 9  | 9  | 10 | 9  | 9  | 10 | 10 | 10 | 10 | 114     |
| Стів Вайсфельд | Артем Арутюнян | 10 | 9  | 10 | 10 | 10 | 9  | 10 | 10 | 9  | 9  | 9  | 8  | 113     |
| Джерело:       |                |    |    |    |    |    |    |    |    |    |    |    |    |         |

## Статистика

### Загальна статистика
| Загальна статистика | Загальна статистика | Загальна статистика | Загальна статистика |
|                     | Джеби               | Силові панчі        | Загалом             |
| ------------------- | ------------------- | ------------------- | ------------------- |
| Френк Мартін        | 61/288              | 106/251             | 167/539             |
| Френк Мартін        | 21%                 | 42%                 | 31%                 |
|                     |                     |                     |                     |
| Артем Арутюнян      | 26/143              | 91/299              | 117/442             |
| Артем Арутюнян      | 18%                 | 30%                 | 26%                 |
| Джерело:            |                     |                     |                     |

### Точні удари
| Боксер         | 1 | 2 | 3 | 4  | 5  | 6  | 7  | 8 | 9  | 10 | 11 | 12 | Загалом |
| -------------- | - | - | - | -- | -- | -- | -- | - | -- | -- | -- | -- | ------- |
| Френк Мартін   | 8 | 8 | 8 | 13 | 12 | 30 | 10 | 7 | 11 | 23 | 15 | 22 | 167     |
| Артем Арутюнян | 8 | 9 | 9 | 8  | 14 | 11 | 12 | 9 | 16 | 3  | 11 | 7  | 117     |